# Unione Sportiva Fiumana 1928-1929
Questa voce raccoglie le informazioni riguardanti la Unione Sportiva Fiumana nelle competizioni ufficiali della stagione 1928-1929.

La Fiumana prima dell'incontro con il.

## Stagione
La Fiumana nella stagione 1928-1929 è stata ammessa per volontà della FIGC in Divisione Nazionale. Disputa il girone B del campionato vinto dal Bologna, che poi conquista anche lo Scudetto tricolore. Il campionato, concluso al 14º posto, davanti solo a Reggiana e Fiorentina, la vide retrocedere in nella nuova Serie B 1929-1930, primo campionato di seconda serie a girone unico. 
Si è trattato dell'unica partecipazione della Fiumana ad un campionato italiano di massima serie. Ma è stata una stagione difficile per la squadra amaranto, alcuni risultati hanno fatto sensazione, la sconfitta (11-0) a Torino contro la Juventus, l'(8-1) patito a Milano contro l'Inter-Ambrosiana e poi le cinque sconfitte interne al Cantrida. In trasferta tutte sconfitte eccetto due pareggi (1-1) a Pistoia e Reggio Emilia. Le soddisfazioni sono arrivate dalle quattro vittorie interne (2-1) con la Biellese, (2-1) con l'Hellas Verona, (4-0) con la Reggiana ed il (4-2) con la Fiorentina.

## Divise
| Manica sinistra · Maglietta · Maglietta · Manica destra · Pantaloncini · Calzettoni |

## Rosa
| N. |                   | Ruolo | Calciatore               |
| -- | ----------------- | ----- | ------------------------ |
|    | Italia (bandiera) | P     | Antonio Marietti         |
|    | Italia (bandiera) | P     | Natale Milavez           |
|    | Italia (bandiera) | D     | Giovanni Buccini         |
|    | Italia (bandiera) | D     | Raoul Greiner            |
|    | Italia (bandiera) | D     | Romeo Milinovich (II)    |
|    | Italia (bandiera) | D     | Narciso Milinovich (III) |
|    | Italia (bandiera) | D     | Nereo Pasquali           |
|    | Italia (bandiera) | D     | Antonio Pillepich        |
|    | Italia (bandiera) | C     | Bruno Hervat             |
|    | Italia (bandiera) | C     | Teodoro Kovacich         |
|    | Italia (bandiera) | C     | Olivo Muzul              |
|    | Italia (bandiera) | C     | Rodolfo Simcich (I)      |
|    | Italia (bandiera) | C     | Giovanni Varglien        |

| N. |                   | Ruolo | Calciatore             |
| -- | ----------------- | ----- | ---------------------- |
|    | Italia (bandiera) | A     | Natale Froglia         |
|    | Italia (bandiera) | A     | Rodolfo Galich         |
|    | Italia (bandiera) | A     | Amedeo Giacchetti (II) |
|    | Italia (bandiera) | A     | Giuseppe Host (I)      |
|    | Italia (bandiera) | A     | Paolo Host (II)        |
|    | Italia (bandiera) | A     | Mario Licker           |
|    | Italia (bandiera) | A     | Marcello Mihalich      |
|    | Italia (bandiera) | A     | Francesco Negrich (I)  |
|    | Italia (bandiera) | A     | Mario Negrich (II)     |
|    | Italia (bandiera) | A     | Rodolfo Reich          |
|    | Italia (bandiera) | A     | Olindo Serdoz          |
|    | Italia (bandiera) | A     | Giovanni Spadavecchia  |
|    | Italia (bandiera) | A     | Icilio Zuliani         |

## Risultati

### Divisione Nazionale

#### Girone di andata
| Arbitro: | Caironi (Milano) |

|                        |           |                        |
| Giuliani 49’, 50’, 61’ | Marcatori | 28’ Reich 51’ Mihalich |

| Arbitro: | Casetta (Milano) |

|                                                    |           |                               |
| Puerari 15’ G. Chiecchi 19’ Levratto 53’ Catto 70’ | Marcatori | 60’ Spadavecchia 72’ Mihalich |

| Arbitro: | Scarpi (Dolo) |

|                              |           |           |
| Negrich 31’ Spadavecchia 48’ | Marcatori | 19’ Vigna |

| Arbitro: | Barlassina (Novara) |

|                                 |           |              |
| Montesanto 30’ Pantani 68’, 80’ | Marcatori | 90’ Mihalich |

| Arbitro: | Giulini (Lodi) |

|                                               |           |  |
| Zuliani 8’, 75’ Mihalich 28’ Spadavecchia 85’ | Marcatori |  |

| Arbitro: | Rovida (Milano) |

|                                                                                  |           |  |
| Vojak 5’, 21’, 30’, 42’, 59’ Ferrero 9’, 50’, 79’ L. Cevenini 39’, 43’ Testa 53’ | Marcatori |  |

| Arbitro: | Osti (Ferrara) |

|            |           |                             |
| Serdoz 38’ | Marcatori | 77’ Blasevich 86’ Allemandi |

| Arbitro: | Enrietti (Torino) |

|                   |           |              |
| Mihalich 37’, 83’ | Marcatori | 72’ Bernardi |

| Arbitro: | Ferro (Milano) |

|                                                           |           |             |
| Greiner 3’ (aut.) Moroni 10’ Dalle Vedove 60’ Dossena 70’ | Marcatori | 36’ Zuliani |

| Arbitro: | Giulini (Lodi) |

|                          |           |  |
| G. Lamon 33’ Pardini 45’ | Marcatori |  |

| Arbitro: | Caironi (Milano) |

|                                       |           |                            |
| Mihalich 20’, 82’ Serdoz 33’ Host 42’ | Marcatori | 45’ Salvatorini 69’ Meucci |

| Arbitro: | Ferro (Milano) |

|                            |           |             |
| Sallustro 13’ Gariglio 79’ | Marcatori | 40’ Froglia |

| Arbitro: | Ciamberlini (Genova) |

|                                   |           |                    |
| Spadavecchia 1’ Serdoz 28’ (rig.) | Marcatori | 67’, 68’ Seccatore |

| Arbitro: | Ferro (Milano) |

|  |           |               |
|  | Marcatori | 38’ A. Busini |

| Arbitro: | Garbieri (Genova) |

|              |           |           |
| Civinini 26’ | Marcatori | 32’ Teddy |

#### Girone di ritorno
| Fiume 3 febbraio 1929 16ª giornata | Fiumana | 0 – 2 (tav.) (per forfait Fiumana) referto | Brescia | Stadio Cantrida |

| Fiume 10 febbraio 1929 17ª giornata | Fiumana          | 0 – 0 referto | Genova 1893 | Stadio Cantrida\| Arbitro: \| Carraro (Padova) \| |
| Arbitro:                            | Carraro (Padova) |               |             |                                                   |

| Arbitro: | Melandri (Genova) |

|               |           |  |
| E. Martin 10’ | Marcatori |  |

| Arbitro: | Galassi (Torino) |

|            |           |            |
| Serdoz 29’ | Marcatori | 63’ Gorini |

| Arbitro: | Giorgi (Milano) |

|            |           |             |
| Romano 47’ | Marcatori | 1’ Mihalich |

| Arbitro: | Carraro (Padova) |

|             |           |                                        |
| Froglia 36’ | Marcatori | 19’ (rig.) L. Cevenini 25’, 51’ Sanero |

| Arbitro: | Galassi (Torino) |

|                                                               |           |              |
| Meazza 11’, 34’, 48’ Blasevich 26’, 39’, 81’, 89’ Rivolta 88’ | Marcatori | 51’ Mihalich |

| Arbitro: | Casetta (Milano) |

|                      |           |  |
| Bucchi 17’ Porta 18’ | Marcatori |  |

| Arbitro: | Malagodi (Ferrara) |

|            |           |           |
| Serdoz 54’ | Marcatori | 9’ Moroni |

| Arbitro: | Asei Conte (Vercelli) |

|  |           |                  |
|  | Marcatori | 9’, 43’ G. Lamon |

| Arbitro: | Lenti (Genova) |

|                                        |           |  |
| Bertacchini 30’ Bandini 54’ Meucci 60’ | Marcatori |  |

| Arbitro: | Giorgi (Milano) |

|                    |           |                  |
| Froglia 63’ (rig.) | Marcatori | 25’ G. Innocenti |

| Arbitro: | Guarnieri (Milano) |

|                                                      |           |           |
| Casalino 30’ F. Santagostino 44’, 72’ L. Baiardi 85’ | Marcatori | 15’ Teddy |

| Arbitro: | Cugnini (Ancona) |

|                            |           |  |
| Schiavio 37’ A. Busini 83’ | Marcatori |  |

| Arbitro: | Delle Molle (Vicenza) |

|                   |           |                        |
| Mihalich 44’, 55’ | Marcatori | 27’ Civinini 88’ Barni |

## Statistiche

### Statistiche di squadra
| Competizione        | Punti | Totale | Totale | Totale | Totale | Totale | Totale |
| Competizione        | Punti | G      | V      | N      | P      | Gf     | Gs     |
| ------------------- | ----- | ------ | ------ | ------ | ------ | ------ | ------ |
| Divisione Nazionale | 16    | 30     | 4      | 8      | 18     | 32     | 73     |
| Totale              | 16    | 30     | 4      | 8      | 18     | 32     | 73     |